# Mahapleu
Mahapleu est une localité située à l'ouest de la Côte d'Ivoire et appartenant au département de Danané, dans la Région des Dix-Huit Montagnes. La localité de Mahapleu est une commune.

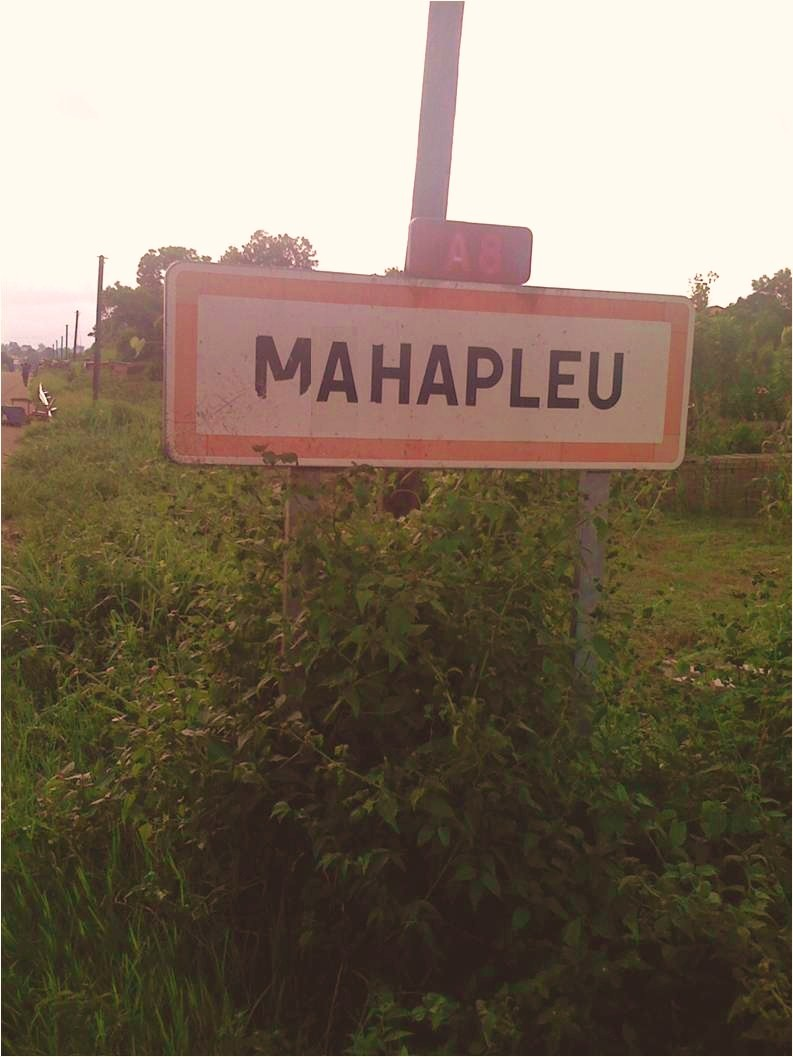
Panneau de signalisation à l'entrée de la Commune de Mahapleu